# Michał Kurtyka
Michał Tadeusz Kurtyka (ur. 20 lipca 1973 w Krakowie) – polski menedżer, ekonomista i urzędnik państwowy, doktor nauk ekonomicznych, w latach 2016–2018 podsekretarz stanu w Ministerstwie Energii, w 2018 sekretarz stanu w tym resorcie, w latach 2018–2019 sekretarz stanu w Ministerstwie Środowiska, w latach 2019–2020 minister klimatu, następnie do 2021 minister klimatu i środowiska.

## Życiorys
Absolwent paryskiej École polytechnique i Szkoły Głównej Handlowej. W 2012 uzyskał stopień doktora nauk ekonomicznych na Wydziale Nauk Ekonomicznych Uniwersytetu Warszawskiego na podstawie pracy pt. Od restrukturyzacji do modernizacji. Opóźniona transformacja polskich przedsiębiorstw energetycznych w latach 1990–2009 (promotorka – Urszula Sztandar-Sztanderska). Karierę zawodową rozpoczął w 1998, dołączając do zespołu Jana Kułakowskiego w trakcie negocjacji akcesyjnych prowadzonych przez polski rząd z instytucjami Unii Europejskiej. Zajmował się sprawami energetyki i transportu. W latach 2000–2002 był pracownikiem naukowym na UW. Później do 2012 związany z grupą BPI, kierował polskim oddziałem tego przedsiębiorstwa. W latach 2006–2008 był członkiem i wiceprzewodniczącym rady nadzorczej Gaz-Systemu.
1 stycznia 2016 został powołany na podsekretarza stanu w Ministerstwie Energii w rządzie Beaty Szydło. W kwietniu 2018 został sekretarzem stanu w tym resorcie oraz pełnomocnikiem ds. prezydencji COP24. W lipcu 2018 objął tożsame stanowisko w Ministerstwie Środowiska. Odpowiadał za przygotowanie szczytu klimatycznego ONZ w Polsce, który odbył się w grudniu 2018. W tym samym miesiącu został prezydentem COP na okres rocznej kadencji.
8 listopada 2019 został wskazany jako kandydat na ministra odpowiedzialnego za sprawy klimatu. 15 listopada w drugim rządzie Mateusza Morawieckiego objął stanowisko ministra klimatu. 6 października 2020 w ramach rekonstrukcji gabinetu przeszedł na urząd ministra klimatu i środowiska. 26 października 2021 został odwołany z tego stanowiska.